# Estadio AAMI
El Estadio AAMI (originalmente Football Park) es un estadio multipropósito localizado en Adelaida, Australia del Sur, Australia. Es el estadio en el juegan sus partidos de casa el Adelaide Football Club y el Port Adelaide Football Club de la Australian Football League. También es utilizado para la práctica del críquet.

## Historia
El estadio fue inaugurado el 4 de marzo de 1974, tiene capacidad para 51 515 espectadores, alrededor del 6,5% de la población total de la ciudad. El 28 de septiembre de 1974 se batió el récord de asistencia al estadio con 66 897 espectadores que asistieron a la final de la South Australian National Football League - SANFL la final regional de fútbol australiano.
- Datos: Q2735925
- Multimedia: AAMI Stadium / Q2735925